# NGC 3182
NGC 3182 este o hi (21cm) source⁠(d) situată în constelația Ursa Mare. A fost descoperită în 8 aprilie 1793 de către William Herschel. Se află la o distanță de 34 de megaparseci de Pământ.